# 郡山総合車両センター
郡山総合車両センター（こおりやまそうごうしゃりょうセンター）は、福島県郡山市菱田町にある、東日本旅客鉄道（JR東日本）東北本部管轄の工場および車両基地。JR東日本に5か所ある在来線の総合車両センター（東京・長野・秋田・大宮・郡山）のひとつ。当記事では「郡山運輸区」についても記載する。

## 組織体系

### 本所
東北本線郡山駅南側に位置する。旧称は郡山工場。業務は、主に車両の全般検査・要部検査・改造工事・廃車解体であるが、車両も配置されている。
検査を担当している車両は、多くが東北地方（東北本部・盛岡支社）の車両であるが、気動車については新潟支社と首都圏の支社（千葉支社・水戸支社(電車も担当)・高崎支社）配置の車両も担当している。
また、首都圏本部のE655系・E001形も交直流機器の検修設備の関係から担当している。仙台空港鉄道・青い森鉄道・IGRいわて銀河鉄道・阿武隈急行の車両の重要部検査・全般検査も受託している。
- 配置車両は、実際には郡山派出所および会津若松派出所に常駐している。

### 検査担当地域
当センターにおける検査担当地域及び担当車両を示す。
- 東北本部
  - 郡山総合車両センター：キハ110系、キハE120形
  - 仙台車両センター：701系、E721系
  - 仙台車両センター宮城野派出：205系3100番台
  - 小牛田運輸区：キハ40系（びゅうコースター風っこ）、キハ110系、HB-E210系

- 盛岡支社
  - 盛岡車両センター：701系、キハ100形・キハ110系、一ノ関運輸区：キハ100形
  - 八戸運輸区：キハ100形・キハ110系、キハE130系

- 新潟支社
  - 新津運輸区：キハ40系、キハ110系、GV-E400系

- 水戸支社
  - 勝田車両センター：E501系、E531系、651系、E653系、E657系、E491系
  - 水郡線営業所：キハE130系
  - ・大宮支社
  - 小山車両センター:E231系(一時期)

- 高崎支社
  - ぐんま車両センター：キハ110系

- 千葉支社
  - 幕張車両センター木更津派出：キハE130系

- 首都圏本部
  - 尾久車両センター：E001形（TRAIN SUITE 四季島)、E655系電車（5両）E655-1（特別車両）を除く5両を担当。E655-1は東京総合車両センターの担当。

- 新幹線統括本部
  - 山形新幹線車両センター:キハ101形、701系5500番台、719系5000番台（701系、719系は、車体を除く、台車、主要機器の検査修繕を担当）

- 第三セクター鉄道
  - 仙台空港鉄道:SAT721系
  - 青い森鉄道:青い森701系、 青い森703系
  - IGRいわて銀河鉄道:IGR7000系
  - 阿武隈急行:8100系電車、AB900系電車

### 郡山派出所

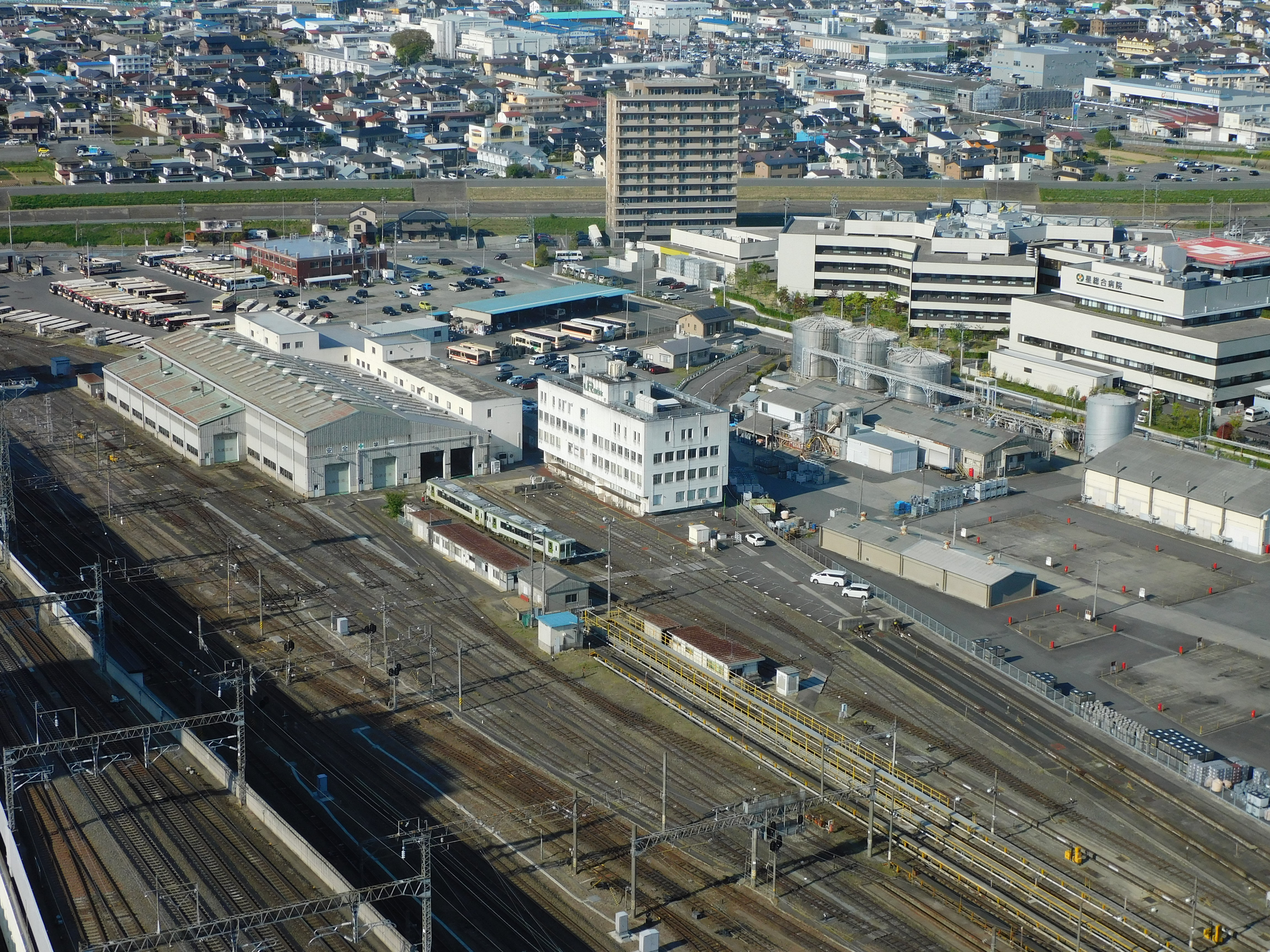
郡山派出所

郡山総合車両センター郡山派出所（こおりやまそうごうしゃりょうセンターこおりやまはしゅつしょ）は福島県郡山市字向河原にある東日本旅客鉄道（JR東日本）の車両基地である。郡山駅東側に位置する。
東北本部管内で使われるディーゼル機関車と、磐越東線用の気動車が配置されている。水郡線車両の郡山側での留置線機能も担っている。
- 元々は郡山運転所と呼ばれ、1993年に磐越東線営業所の発足に伴いその直下の郡山派出所となったが、営業所の閉所に伴い当センターの派出となった。
  - 磐越東線営業所の配置車両は郡山本所に転属したが、従来同様郡山派出所に常駐する。
  - 郡山発朝5時のいわき行始発列車が留置されている。

#### 磐越東線営業所（廃止）
磐越東線営業所（ばんえつとうせんえいぎょうしょ）は福島県田村郡三春町にあった東日本旅客鉄道（JR東日本）東北本部の組織である。その名のごとく、磐越東線の総合的運営を行った組織で、同線内（起終点駅を除く）の全駅を統括し、管下に車両基地と乗務員（車掌、運転士）基地、保線基地等を有していたが、組織再編により2005年（平成17年）に廃止された。
当営業所の業務については、営業関係が三春駅に、乗務員関係が郡山運輸区に、車両関係が郡山総合車両センター郡山派出所に、保線関係が郡山保線技術センターに引き継がれている。
- 管轄 - 磐越東線全線

所属車両の車体に記されていた略号
「仙ハト」 - 仙台支社(現東北本部)を示す「仙」と、磐越東線を示す「ハト」から。
「磐」 - 磐越を示す「磐」から。

### 会津若松派出所
郡山総合車両センター会津若松派出所（こおりやまそうごうしゃりょうセンターあいづわかまつはしゅつしょ）は、福島県会津若松市にある東日本旅客鉄道（JR東日本）の車両基地である。
- 敷地面積は54,688 m2[2]
- 会津若松運輸区より検修部門を移管され発足。配置車両は郡山本所へ転属した。
- 只見線で運用される気動車（郡山本所所属）が常駐する。
- 2019年（令和元年）7月1日をもって検修業務をJR東日本テクノサービスに、管理業務を郡山総合車両センター郡山派出所に移管。事実上の閉所となった。

### 郡山運輸区
郡山運輸区（こおりやまうんゆく）は福島県郡山市にかつて存在した東日本旅客鉄道（JR東日本）東北本部の運転士・車掌が所属する組織である。詰所は郡山駅構内にある。1993年12月1日に一旦廃止されたが、組織の再編により2005年12月10日に再発足した。2023年3月17日限りで廃止し、現在は郡山統括センター。

## 整備済み車両の車体に記される略号
「郡山総合車セ」または「KY」。

## 配置車両の車体に記される略号
- 旅客車 - 「北コリ」…東北本部（旧仙台支社）を意味する「北」と、郡山を意味する電報略号の「コリ」から構成される。
- 機関車 - 「郡」…郡山を意味する「郡」から構成される。

## 配置車両
2024年4月1日現在の配置車両は以下の通りで、全て本所に配置されている。
| 電車 | 気動車 | 機関車 | 客車 | 貨車 | 合計 |
| ---- | ------ | ------ | ---- | ---- | ---- |
| 0両  | 30両   | 5両    | 0両  | 0両  | 35両 |

### 気動車
- キハ110系気動車（22両）
  - 両運転台のキハ110形100番台3両(101,102,135)、200番台3両(214,223,224)、片運転台のキハ111形(101-108)・キハ112形(101-108)2両編成8本（16両）が配置されている。
  - 135・214・223・224以外は郡山派出所に常駐し、磐越東線で運用される。
  - 135・214・223・224は衛星電話を装備しているため、会津若松派出所に常駐し、只見線で運用される。
  - 2016年11月15日付でキハ110形100番台1両が小牛田運輸区に転出した[3]。
  - 2022年3月12日付でキハ110形100番台1両（135）が新津運輸区から転入した[4][注 1]。
  - 2022年10月1日付でキハ110形200番台2両（214,224）が、2022年11月5日付でキハ110形200番台1両（223）が、新津運輸区から転入した[5][注 2]。

- キハE120形気動車（8両）
  - キハE120形0番台8両(1-8)が配置されている。
  - 会津若松派出所に常駐し、只見線で運用される。

### 機関車
- DE10形ディーゼル機関車（2両）
  - 1180・1649の2両が配置されている。

### 過去の配置車両
- キハ40系気動車
  - 2020年4月1日時点ではキハ40形500番台8両(502,526,534,571,572,582-584)、2000番台5両(2021,2026,2085,2086,2141)が配置されていた[6]。
  - 会津若松派出所に常駐し、只見線および磐越西線会津若松 - 野沢間で運用されていたが、2020年3月14日をもって運用を終了し、同年5月に小湊鉄道に譲渡された2000番台2両(2021,2026)を除く全車両が4月から8月にかけて廃車された。
- DD14形ディーゼル機関車
  - 300番台1両が配置されていた。2009年（平成21年）6月28日付けで廃車。
- DE15形ディーゼル機関車
  - 3両が配置されていた。2009年に日本貨物鉄道（JR貨物）に譲渡された。
- マニ50形
  - 救援車代用。マニ50 2050が配置されていたが、2019年10月25日付で廃車された[6]。

## 歴史
- 1887年（明治20年）12月15日 - 日本鉄道郡山機関庫として設置[7]。
- 1906年（明治39年）11月1日 - 日本鉄道国有化
- 1936年（昭和11年）9月1日 - 郡山機関区に改称。
- 1985年（昭和60年）
  - 3月1日 - 郡山客貨車区廃止に伴い、DC検修業務を引き継ぐ。
  - 3月14日 - 郡山車掌区廃止、福島車掌区（現在の福島総合運輸区）郡山支所を設置。
- 1987年（昭和62年）
  - 3月1日 - 郡山運転所に改称[8]。
  - 4月1日 - 国鉄分割民営化により東日本旅客鉄道に移管。
- 1990年（平成2年）12月1日 - 福島車掌区郡山支所を統合して郡山運輸区が発足。
- 1993年（平成5年）12月1日 - 郡山運輸区廃止。検修部門は磐越東線営業所郡山車両派出所へ改称され、船引管理駅・郡山運輸区の一部（磐越東線行路、検修部門）・小野新町保線区を統合により三春駅構内に発足。また、東北線行路を福島運輸区（現在の福島総合運輸区）、磐越西線行路を会津若松運輸区に移管する。
- 1999年（平成11年）10月29日 - ISO 9001認証取得。
- 2004年（平成16年）4月1日 - 郡山工場が郡山総合車両センターに改称[9]。
- 2005年（平成17年）12月10日 - 仙台支社組織改正で磐越東線営業所廃止に伴い、磐越東線営業所郡山車両派出所を郡山総合車両センターに移管し、郡山総合車両センター郡山派出所発足。磐越東線営業所の乗務員を統合し郡山運輸区を設置[10]。会津若松運輸区検修部門を郡山総合車両センターに移管。新たに検修を行う郡山総合車両センター会津若松派出所が発足。
- 2019年（令和元年）7月1日 - 郡山総合車両センター会津若松派出所の検修業務をJR東日本テクノサービスに、管理業務を郡山総合車両センター郡山派出所に移管。